# Stokes Nemzeti Park
A Stokes  Nemzeti Park Nyugat-Ausztráliában található, Perthtől 538 kilométernyire délkeletre fekszik. A nemzeti park 80 kilométerre nyugatra fekszik Esperance-tól. A járművek belépéséhez a park területére külön díjat kell fizetni.
A parkot a Stokes-öbölről nevezték el, amely a park területén található és az egyik legnagyobb látványossága a nemzeti parknak.
A park területe a történelmi Moir tanya területe nélkül 10 667,5 hektár.
A nemzeti parkban többnyire partmenti fenyérek és bozótosok találhatóak, míg az alacsonyabb helyeken kisebb erdőfoltok is találhatóak, valamint homokos tengerpart borítja a nemzeti park déli szegélyét.

## Fordítás
Ez a szócikk részben vagy egészben  a   Stokes National Park című angol Wikipédia-szócikk ezen változatának fordításán alapul.  Az eredeti cikk szerkesztőit annak laptörténete sorolja fel. Ez a jelzés csupán a megfogalmazás eredetét és a szerzői jogokat jelzi, nem szolgál a cikkben szereplő információk forrásmegjelöléseként.